# Tumulus de la Colle
Le tumulus de la Colle est une tombe datée du Néolithique située à Saint-Vallier-de-Thiey, dans le département des Alpes-Maritimes en France.

## Description
Le tumulus mesure 6 m de diamètre. La tombe mesure 1,30 m de long sur 1 m de large. Elle est délimitée par sept blocs. Trois fragments de dalle de 1,10 m, 0,90 m et 0,80 m sont visibles en périphérie.
Quatre squelettes y ont été découverts. Des éclats de silex et des silex taillés ont été retrouvés autour de la tombe. La tombe est datée du Néolithique final.